# 尼克拉斯·菲尔克鲁格
尼克拉斯·菲尔克鲁格（德語：Niclas Füllkrug，1993年2月9日—）是一位德国足球运动员，現效力于英超球隊西汉姆联，于场上司职前锋。代表德国国家足球队参加国际比赛。

## 俱乐部生涯
菲尔克鲁格于14岁之前曾在汉诺威的市辖区里克林根踢球达九年之久，期间曾部分得到了效力于Tus里克林根的父亲的亲自训练。他发展为德国最受欢迎的天才前锋之一，曾在U-8少年队单季射入162球。菲尔克鲁格于2006年转投云达不来梅。起初，他每周有一半的时间在下萨克森州的家中度过，周末则前往不来梅，直至其最终完全搬至俱乐部的寄宿学校。菲尔克鲁格于2009-10赛季在云达不来梅U17梯队取得成功，在22场比赛中射入17球。第二年，他又代表U19梯队在17场比赛中射入12球，并送出6个助攻。接下来一个赛季，他以18岁之龄被提拔至身处德丙联赛作赛的云达二队（U23梯队），并从一开始便进入主力阵容。
自2012年1月的冬训备战起，菲尔克鲁格被进一步提拔至俱乐部一线队。他于2012年1月28日德甲第19轮主场对阵拜耳勒沃库森（1比1）的比赛中完成德甲首秀，于第63分钟替补登场。2012年2月，菲尔克鲁格签署了个人首份职业合同，期至2015年6月届满。在2012年3月24日（第27轮）主场迎战奥格斯堡的比赛中，他射入了德甲首球，帮助不来梅以1比1战平对手。除“菲乐（Fülle，意为‘丰富’）”，他还获得了另一个昵称“吕克（Lücke，意为‘豁牙’）”。
2013年8月，菲尔克鲁格被租借至德乙联赛球队格罗伊特菲尔特，直至2013-14赛季结束。在2013年11月第13轮以6比2大胜厄尔士山奥厄的比赛中，这名前锋个人独中四元，其中包括上半场便完成的帽子戏法。至2014-15赛季，菲尔克鲁格并未返回不来梅，而是转会至刚从德甲降级的纽伦堡。他于2014年8月3日在对阵厄尔士山奥厄的比赛中首次代表新东家亮相。他在纽伦堡的首个联赛入球则是至2014年11月第13轮以1比2不敌桑德豪森比赛中才射入。
2016年7月，菲尔克鲁格转会至家乡球队汉诺威96。在首个赛季，他融入球队的时间较慢，直至第13轮才在对阵厄尔士山奥厄的比赛中取得首个入球。然而，他从未脱离“百搭牌”的角色。在安德烈·布赖滕赖特出任主教练后，情况才有所改变。他将菲尔克鲁格稳定排入首发阵容。总体而言，他共射入5球，帮助球队顺利升入德甲。2018年1月13日，菲尔克鲁格在当季德甲第18轮以3比2战胜美因茨05的比赛中用头、右脚与左脚先后破门，成就其在德甲的首个帽子戏法。
2019-20赛季，菲尔克鲁格回到前俱乐部云达不来梅。

## 国家队生涯
菲尔克鲁格曾随不来梅参加最高级别的青年联赛并展现出优异的进球能力，因此常被更高年龄段的梯队破格使用。然而直至2010年，他才首次得到德国青年国家足球队的征召，并于11月16日首次代表德国U18队参加国际比赛。接下来，这位因牙齿间距明显而被昵称为“豁牙”的球员又代表德国U19队出战7场并射入5球。在2013年至2014年期间，他则代表德国U20队出场9次，并取得3个入球。
在维尔纳确认因伤无缘2022年国际足联世界杯时，菲尔克鲁格首次入选德国国家队，并在首场对阵阿曼的热身赛中打入一球。在世界杯小组赛第二场面对西班牙的比赛中，菲尔克鲁格为德国队打入扳平比分的关键进球，为德国队延续晋级希望。而在第三场小组赛面对哥斯达黎加时，尽管菲尔克鲁格打入一球，帮助球队4-2战胜哥斯达黎加，但仍因净胜球劣势无缘晋级淘汰赛阶段。

## 荣誉及奖项

### 俱樂部
多特蒙德
- 歐洲聯賽冠軍盃亞軍：2023–24